# Utricularia hamiltonii
Utricularia hamiltonii är en tätörtsväxtart som beskrevs av Francis Ernest Lloyd. Utricularia hamiltonii ingår i släktet bläddror, och familjen tätörtsväxter. Inga underarter finns listade i Catalogue of Life.